# ELinks

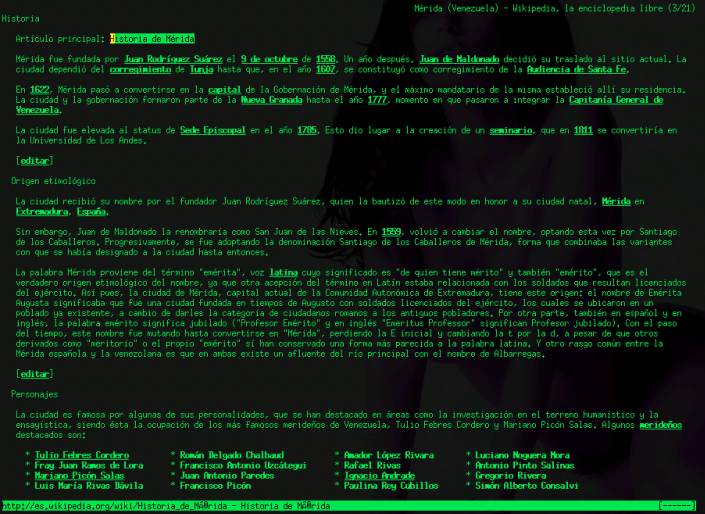
ELinks en GNU/Linux mostrando el artículo destacado Mérida (Venezuela).

ELinks es un navegador web de consola, basado en texto para sistemas operativos basados en UNIX.

## Historia de Elinks
Comenzó a finales de 2001 como una bifurcación Experimental por Petr Baudis del navegador Links, de aquí el nombre. Desde entonces, la 'E' se ha entendido como Enhanced (mejorado) o Extendido, y el 1 de septiembre de 2004, Petr Baudis le cedió el mantenimiento del proyecto al desarrollador danés Jonas Fonseca, argumentando falta de tiempo, pérdida de interés y deseo de pasar más tiempo haciendo código que revisando y organizando versiones.
Una de las mejoras más prominentes de ELinks sobre Links es la adición de pestañas (siempre en modo texto). ELinks también ostenta el comienzo del soporte para CSS y ECMAScript.

## Características
- Autenticación HTTP y de Proxy.
- Cookies.
- Soporte para scripts en Perl, Lua y Guile.
- Visualización de Tablas y Marcos.
- Colores.
- Descargas en Background.
- Se ha traducido a muchos lenguajes.[1]